# 梅塔瓦 (伊利諾伊州)
梅塔瓦（英語：Mettawa）是位於美國伊利諾伊州萊克縣的一個村落。

## 地理
梅塔瓦的座標為42°14′38″N 87°55′04″W / 42.24389°N 87.91778°W，而該地最高點為海拔高度208米（即682英尺）。

## 人口
根據2010年美國人口普查的數據，梅塔瓦的面積為13.98平方千米，當中陸地面積為13.77平方千米，而水域面積為0.21平方千米。當地共有人口547人，而人口密度為每平方千米39人。